# 東京-パリ
「東京-パリ」（とうきょう パリ）は、1969年12月5日に発売された橋幸夫の106枚目のシングル（ビクター SV-903）。翌年公開された橋のデビュー10周年記念映画「東京⇔パリ 青春の条件」の主題歌となった（後述）。

## 概要
- 作詞は橋本淳、作曲は筒美京平で、橋とは2回目の共演である。
- 3月に発売した橋の103枚目のシングル「京都・神戸・銀座」がヒットしたため、同じ作家により制作された。
- 橋はこの楽曲の背景として、「この頃には海外旅行も、香港、シンガポール、ハワイからだんだんフランスはじめヨーロッパ方面にまで広がってきた」ことを指摘している[2]。
- 橋本も筒美もGS系の作家であるが、「京都・神戸・銀座」同様、本楽曲も歌謡曲よりの曲調で、これについて橋は「私との組み合わせにずいぶん乗ってくれて」「あえて演歌というか、歌謡曲よりにした」、「作家として新生面へのチャレンジ」もあった、としている[2]。
- c/wの「哀愁の花びら」も作詞橋本淳、作曲筒美京平で、A面と同じである。

## 収録曲
1. 東京-パリ
作詞： 橋本淳、作・編曲：筒美京平
2. 哀愁の花びら
作詞： 橋本淳、作・編曲：筒美京平

## 収録アルバム
- 『橋幸夫 ザ・ベスト』（2012年7月25日） VICL-63901
- 『橋幸夫ベスト～盆ダンス～』（2005年11月23日）VICL-61820
- 『橋幸夫が選んだ橋幸夫ベスト40曲』（2000年10月4日）VICL-60641～2
- 『＜TWIN BEST＞』（1998年11月6日）VICL-41033～4

他

## 映画「東京⇔パリ 青春の条件」
- 橋幸夫のデビュー10周年記念映画で、松竹とワールドプロ提携作品。1970年3月18日公開、上映時間1時間35分[3]。
- 御三家（橋幸夫、舟木一夫、西郷輝彦）が揃って出演している唯一の映画となっている。三田明、黛ジュンも加わり五大スター夢の共演が実現した。
- 橋が扮する作曲家兼トランペット奏者の風間史郎を中心としたラブストーリーで、映画にはエッフェル塔やセーヌ河などパリの美しい景色が登場する。劇中では主題歌の他にいくつか既存のヒット曲も歌われるが、舟木一夫は「霧氷」を歌唱している。

### スタッフ
- 製作 - 沢村国男
- 企画 - 山川豊
- 脚本 - ジェームス三木、斎藤耕一
- 監督 - 斎藤耕一
- 撮影 - 竹村博
- 音楽 - 三木たかし
- 美術 - 芳野尹孝
- 照明 - 中川孝一
- 録音 - 平松時夫
- スチル - 長谷川宗平
- 編集 - 浦岡敬一

### 出演者
- 風間史郎 - 橋幸夫
- 西条伸彦 - 西郷輝彦
- 船田和也 - 舟木一夫
- 皆川ミズエ - 黛ジュン
- 皆川頼子 - 小川ひろみ
- 皆川哲治 - 山形勲
- 浩 - 森田健作
- 和尚 - 加藤嘉
- 紅千秋 - 園えり子
- 令子 - 有川由紀
- 三宅 - 福岡正剛
- 高倉専務 - 藤村有弘
- 石黒康隆 - 加島潤
- 史郎の父 - 大森義夫
- 皆川幸治 - 左卜全
- 皆川三郎 - 柳沢慎一
- 皆川悦子 - 宮地晴子
- パリの女の子 - 金子みよし
- 高倉貞子 - 曽我町子
- 署長 - 長島隆一
- バンドマン - 高部龍生とザ・クリッパーズ
- ピーター - ピーター
- アン真理子 - アン真理子
- 三田明 - 三田明

### 同時上映
『夕陽が呼んだ男』
- 脚本 - 石森史郎 / 監督 - 水川淳三 / 主演 - 森田健作